# Tyri Haraldsdotter
Tyri eller Tyre eller Tyra Haraldsdatter var en dansk prinsessa i slutet av 900-talet, dotter till kung Harald Blåtand av Danmark och en av dennes hustrur (Gunhild eller Tove) samt syster till kung Sven Tveskägg. Hon var drottning av Norge under en kort period och enligt traditionen bidrog hon till att maken kung Olav Tryggvason omkom år 1000. Därefter försvinner också Tyri från historien.

## Biografi
Enligt Snorre Sturlasson blev hon bortgift med en Burislav av Vendland, som är densamme som Boleslav I av Polen, som en del av ett dansk-vendiskt fredsavtal, som också innebar att hennes bror Sven Tveskägg blev gift med Burislavs syster Gunhild.
Historia Norvegiæ berättar om äktenskapet mellan Olav och "sororem Sweinonis regis … Tyri" som tidigare hade varit trolovad med "dux quidam de Sclauia".
Enligt Gesta Danorum var Tyri tidigare gift med Styrbjörn Starke från Sverige, som var son till kung Erik Segersälls bror Olof Björnsson. Styrbjörn Starke omnämns i ett isländskt skaldekväde, men hans existens är inte historiskt belagd i andra källor. Enligt traditionen blev Styrbjörn hövding över jomsvikingarna i Jomsborg som hade besegrat den danske kungen Harald Blåtand i ett slag och därefter fick äkta hans dotter Tyri. Därefter utmanade han Erik Segersäll, men stupade i slaget på Fyrisvall vid Uppsala.
Då Tyri därmed blev änka var det behändigt att gifta bort henne för att uppnå politiska fördelar, men enligt Snorre var hon själv inte av samma mening: "Detta giftermål hade inte blivit av, för Tyri sa tvärt nej; hon ville inte gifta sig med en hednisk man, som dessutom var gammal."
Tyri blev trots det bortskickad och fick fosterfadern Ossur Agesson som resesällskap, och för att blidka henne fick hon samma egendomar som Svens drottning Gunhild hade haft i Vendland, förutom andra egendomar. Hon grät dock mycket och ville inte resa, men hamnade i Vendland och blev gift med Burislav. "Men eftersom hon var hos hedniska människor, ville hon varken ta emot mat eller dryck av dem, och så fortgick det i sju dagar."
Efter att ha matvägrat flydde hon tillsammans med Ossur. De undvek Danmark helt och hållet och tog sig dolda hela vägen till Norge. Här uppsökte de kung Olav Tryggvason. Enligt Snorre: "han tog emot dem väl, och de var där och hade det gott. Tyri berättade för kungen allt om den vanskliga ställning hon hade hamnat i och bad honom om råd och hjälp, och om fred i hans rike. Tyri talade gott för sig och kungen tyckte gott om vad hon sade. Han såg att hon var en vacker kvinna och så föll det honom in att detta borde vara ett gott gifte. Han förde in samtalet på detta och frågade om hon ville gifta sig med honom."
Tyri ställde sig in hos kung Olav Tryggvason och gifte sig med honom. För den norske kungen fanns det stora politiska fördelar med att bli släkt med den danske kungen, även om Sven Tveskägg ställde sig mycket avog till detta äktenskap, för det första för att det bröt hans fredsavtal med Vendland och för det andra för att han inte tyckte om den norske kungen. Så snart Olav och Tyri var gifta började han klaga och kallade honom feg, för att han inte vågade hämta hennes hemgift från Vendland. Hon ville inte vara gift med Burislev, men hon ville dock ha sin hemgift. Kung Olav blev rasande och uttalade de ödesdigra orden:
"Aldrig skall väl jag vara rädd för din bror, kung Sven. Och om vi möts, då skall han vika!"
Historien visar att på grund av Tyris eggande föll han i slaget vid Svolder och därefter försvann även Tyri ur historien. Man vet inget om hennes öden efter detta.
Man känner inte till några barn efter Tyri.